# Sveto Mitrani
Sveto Mitrani (makedonska: Свето Митрани) är en ort i Nordmakedonien. Den ligger i kommunen Kruševo, i den sydvästra delen av landet, 80 kilometer söder om huvudstaden Skopje. Sveto Mitrani ligger 670 meter över havet och antalet invånare är 614.